# Bando

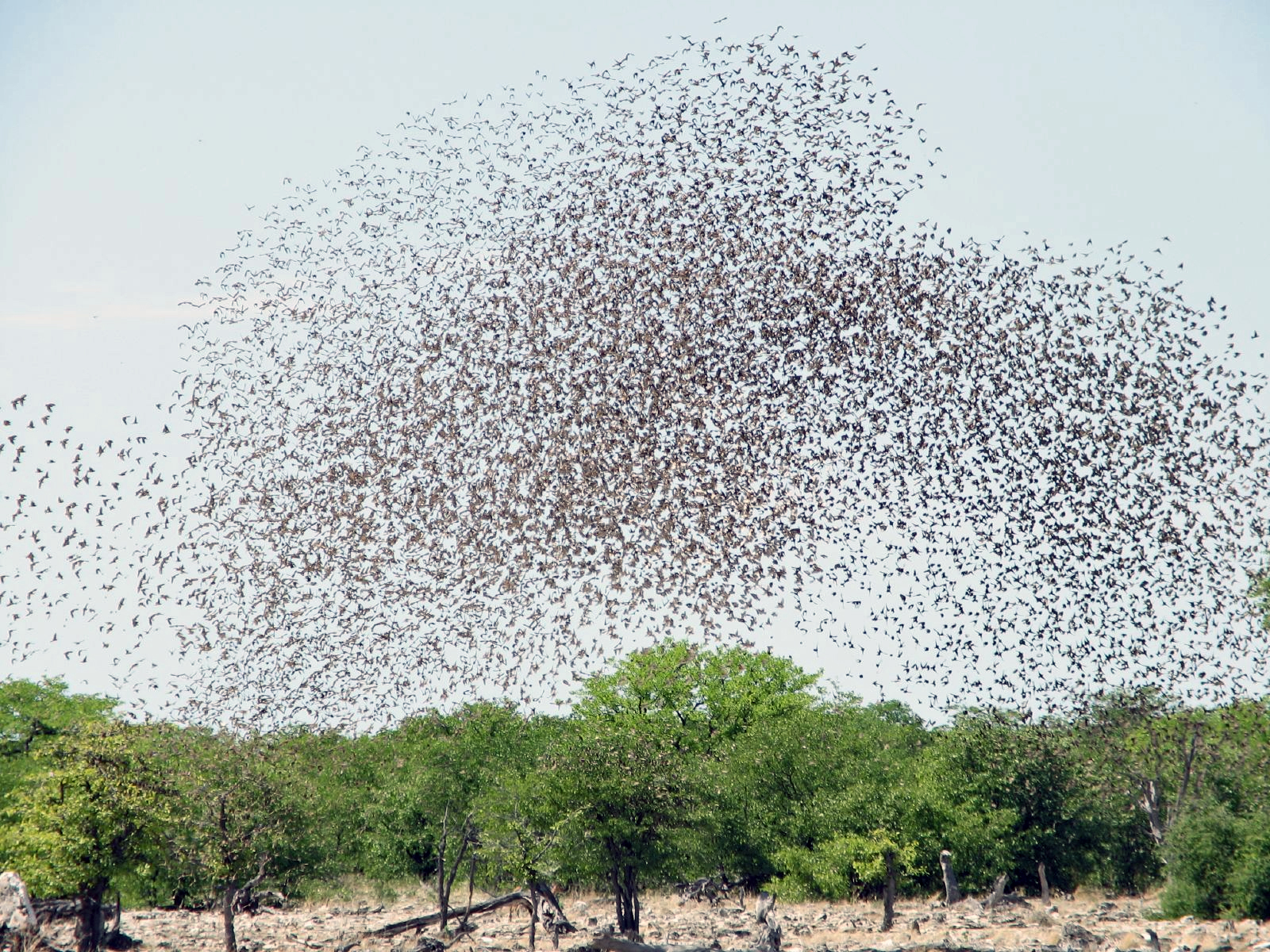
As queleas-de-bico-vermelho são a espécie de ave mais comum no mundo e formam bandos que chegam às dezenas de milhar de indivíduos.

Em ornitologia, um bando é um grupo de aves que se reúne durante o voo ou durante a procura de comida. O termo é equivalente à manada entre os mamíferos. Os benefícios do agrupamento em bando são vários e os bandos são formados para propósitos específicos. Os principais benefícios são a segurança pelo número e uma maior eficácia na procura de comida. A defesa contra predadores é especialmente importante em habitats fechados, como nas florestas, onde a predação se dá na maior parte das vezes através de emboscadas, pelo que a vigilância de vários olhos é importante. Existem também bandos de várias espécies. No entanto, a formação de bandos tem também alguns custos, particularmente para as aves socialmente subordinadas que são assediadas pelas aves dominantes, e pode comprometer a eficiência na alimentação em virtude de outros benefícios maiores.